# Estadio El Toralín
El Estadio El Toralín es un recinto deportivo ubicado en Ponferrada, en la comarca leonesa de El Bierzo, en la provincia de León, en el que disputa sus partidos como local la Sociedad Deportiva Ponferradina de Primera Federación de España. Se inauguró el 5 de septiembre de 2000 y tiene un aforo de 8832 espectadores.

## Historia
El estadio, de titularidad municipal, fue inaugurado el 5 de septiembre de 2000, con el partido amistoso entre el equipo local de la Ponferradina y el conjunto gallego del Celta de Vigo, con resultado de 0-2, mientras que el primer partido oficial, fue un Ponferradina 1–0 Club Deportivo Universidad de Oviedo, de la tercera jornada liguera del campeonato de la Segunda División B 2000/01.
Con la construcción de este estadio, se pretendió dar a la Ponferradina un espacio deportivo más próximo al centro de la ciudad y ubicarlo junto a gran parte de las instalaciones deportivas municipales (estadio de atletismo, pabellón multiusos, piscinas cubiertas y pistas de tenis), reemplazando al Estadio de Fuentesnuevas, —que a su vez sustituyó en 1975 al primer estadio de la Deportiva conocido como «Santa Marta»—. El nombre del estadio, se debe a la zona donde se ubica, conocida como «El Toralín».

### Remodelaciones
El estadio ha sido remodelado en tres ocasiones. En 2006, tras el primer ascenso a Segunda División, se ampliaron todos los graderíos de 6123 a 8432 localidades y se reformaron el palco y las zonas mixtas y de prensa. 
La segunda remodelación se acometió en 2011, con motivo del enfrentamiento de dieciseisavos de final del Campeonato de España–Copa de SM el Rey ante el Real Madrid, ampliando temporalmente la capacidad del estadio, a su máximo aforo histórico de 8800 espectadores.
Al inicio de la temporada 2019/2020, se lleva a cabo una profunda reforma para adecuar el estadio a las nuevas exigencias del fútbol profesional: se habilita una zona VAR, se crea una megacabina para facilitar las retransmisiones televisivas de los partidos, se crean dos palcos vip y se homogeneiza la publicidad para que sea toda ella blanquiazul. Es tras esta reforma que al Toralín se le recortan 2 m de anchura, dejando de ser uno de los estadios más grandes del fútbol profesional español.
Su capacidad actual es de 8432 espectadores, con todas las localidades cubiertas y tiene una afluencia media de entre 5000 y 6000 espectadores, en partidos del Campeonato Nacional de Liga de Segunda División.

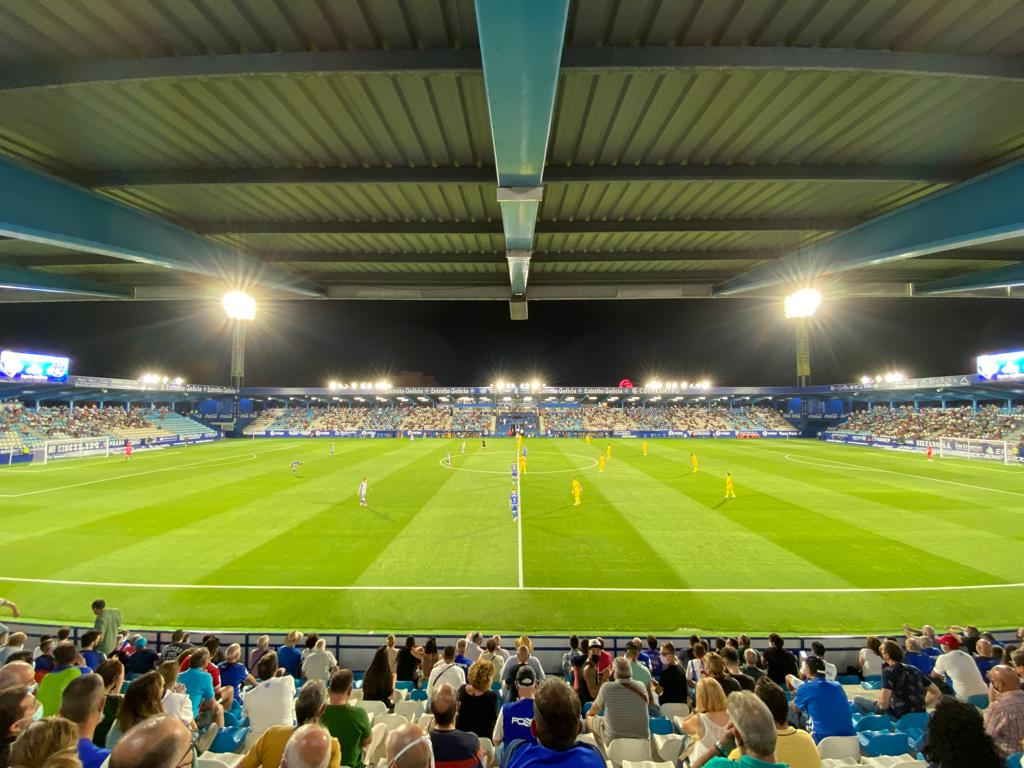
Panorámica interior de El Toralín

## Partidos internacionales

### Selección española sub-21
La selección española sub-21 ha disputado cuatro partidos en Ponferrada, todos de competición oficial, clasificatorios para el Europeo de la categoría. España se impuso en todos sus enfrentamientos.
| Fecha                   | Local  |                   | Resultado |                                 | Visitante     | Competición                             |
| ----------------------- | ------ | ----------------- | --------- | ------------------------------- | ------------- | --------------------------------------- |
| 1 de junio de 2001      | España | Bandera de España | 5 – 1     | Bandera de Bosnia y Herzegovina | Bosnia        | Fase clasificatoria Europeo sub-21 2002 |
| 16 de noviembre de 2007 | España | Bandera de España | 3 – 0     | Bandera de Polonia              | Polonia       | Fase clasificatoria Europeo sub-21 2009 |
| 2 de marzo de 2010      | España | Bandera de España | 3 – 1     | Bandera de Liechtenstein        | Liechtenstein | Fase clasificatoria Europeo sub-21 2011 |
| 27 de marzo de 2018     | España | Bandera de España | 3 – 1     | Bandera de Estonia              | Estonia       | Fase clasificatoria Europeo sub-21 2019 |